# Ivan Gomes
Ivan Simão da Cunha Gomes (25 de diciembre de 1939 - 2 de marzo de 1990) fue un artista marcial brasileño, conocido como una de las más grandes figuras del vale tudo de Brasil de mediados de siglo XX.

## Biografía
Nacido en el rancho de Fazenda das Lajes de Campina Grande, el joven Ivan esperaba seguir el camino de su padre como administrador de la hacienda, pero esto cambió cuando conoció a un entrenador de artes marciales llamado Tatá en 1954. Viendo a Ivan como un alumno prometedor, Tatá le sometió a entrenamiento de boxeo, judo y halterofilia, y con el tiempo Gomes decidió que quería competir profesionalmente en el circuito de vale tudo. Bajo la dirección del maestro Agatangelo Braga, antiguo aprendiz del yudoca Takeo Yano, Gomes compitió en más de 40 contiendas de estos deportes para prepararse antes de debutar en vale tudo, complementando sus habilidades con otro gran mánager y aprenfiz de Yano, José María Freire. Junto a todo ello, Ivan se denotó especialmente apto para las proyecciones, y compartió tatami con ilustres yudocas como Hayashi Kawamura en Recife y Massaioshi Saito en Belém do Pará, quienes refinaron su juego; su técnica preferida era el kata guruma, que utilizaba aprovechando su gran fuerza y corpulencia.
Gomes debutó en el vale tudo a principios de la década de 1950, luchando en una famosa promoción televisada llamada Ringues Torres que cubría la región nordeste de Brasil. A lo largo de los años, Gomes dominó la competición, y en 1963 se le ofreció una oportunidad de luchar con el famoso Carlson Gracie de la familia Gracie. Ivan aceptó y los dos se vieron las caras el 28 de diciembre en Recife, en una lucha que Carlson había declarado desdeñosamente en el Diário da Noite que no pasaría de la segunda ronda, mientras que Iván sostuvo en el Jornal do Commercio que le bastaba un brazo para aplastar al Gracie. Ninguno de los dos cumpliría, ya que el combate terminó en empate, pero Ivan controló la mayor parte, ejecutando múltiples proyecciones sobre Carlson y echándolo del ring a puntapiés.
Después de la lucha con Carlson, la familia Gracie quedó tan impresionada que invitó Gomes a entrenar con ellos, de modo que Ivan se mudó a Río de Janeiro para establecerse con la familia. Carlson y él abrieron una academia juntos, aunque esta duró menos de un año antes de que Gracie se estableciera por su cuenta. En noviembre de 1965, con motivo de la presencia de varios famosos yudocas extranjeros en Brasil, entre ellos el campeón Anton Geesink, los Gracie lanzaron un desafío, declarando que el Gracie Jiu-Jitsu era superior al judo y que los luchadores que Hélio Gracie tenía preparados, que no eran otros que Ivan y Carlson, podían vencer a cualquiera de los practicantes de judo. Nadie aceptó el reto.
En 1968 volvió a Campina Grande y continuó con su carrera en el vale tudo, inaugurando también una academia en 1974 con su propio estilo de BJJ. Un año después, la compañía japonesa de lucha libre profesional New Japan Pro Wrestling intentó celebrar un combate entre Gomes y Karl Gotch, pero esto no llegó a término; aun así, su director Antonio Inoki invitó a Gomes a Japón para competir y enseñar. Ivan tuvo varios combates contra Kengo Kimura y Yoshiaki Fujiwara, y compartió gimnasio con ellos, aprovechando también para aprender nuevos estilos como el sumo. Su estancia en el país del sol naciente duró hasta 1977, año en que volvió a Brasil y se retiró de los rings.
Ivan Gomes falleció en marzo de 1990 por complicaciones renales.